# Jewgienija Liniecka
Jewgienija Liniecka (ur. 30 listopada 1986 w Moskwie) – izraelska tenisistka, do 2007 roku reprezentująca Rosję.
Zadebiutowała jako piętnastolatka, w lipcu 2001 roku, na niewielkim turnieju ITF w Brukseli. Był to bardzo udany debiut, ponieważ najpierw wygrała kwalifikacje a potem w turnieju głównym doszła aż do finału, w którym przegrała z Niemką Camillą Kremer. W tym samym roku była jeszcze dwukrotnie w ćwierćfinałach podobnych turniejów. W 2002 roku wygrała swój pierwszy turniej w grze singlowej, w Mińsku, pokonując w finale reprezentantkę gospodarzy Anastasiję Jakimawą. W sumie wygrała siedem turniejów singlowych i jeden deblowy rangi ITF.
W 2002 roku otrzymała dziką kartę do udziału w kwalifikacjach turnieju WTA w Moskwie, ale odpadła w pierwszej rundzie. Rok 2003 upłynął jej pod znakiem turniejów ITF, ale sukcesy i osiągnięty dzięki temu ranking pozwoliły jej na udział po raz pierwszy w karierze w kwalifikacjach do turnieju wielkoszlemowego Australian Open w 2004 roku. Niestety przegrała już w pierwszej rundzie z Camille Pin. W czerwcu zagrała w kwalifikacjach do Wimbledonu, w których pokonała w dwóch pierwszych rundach, Zsófię Gubacsi i Natalie Grandin, ale przegrała w trzeciej z Angelique Widjaja. Sukcesem zakończyły się kwalifikacje do US Open, w których pokonała w decydującym meczu Patricię Wartusch i tym samym dostała się do fazy głównej turnieju. W pierwszej rundzie pokonała Ritę Grande i awansowała do drugiej rundy, w której uległa jednak Chorwatce Jelenie Kostanić Tošić i odpadła z turnieju.
W 2005 roku odniosła swój największy sukces w historii występów w Wielkim Szlemie. Z racji rankingu wystąpiła od razu w turnieju głównym Australian Open i pokonawszy takie zawodniczki jak: Ľubomíra Kurhajcová, Martina Suchá i Amy Frazier dotarła do czwartej rundy. W czwartej rundzie przegrała z Amélie Mauresmo. Bezpośrednio po tym udanym turnieju osiągnęła dwa półfinały w turniejach WTA w Pattaya i Memphis, pokonując po drodze, między innymi: Tamarine Tanasugarn, Marę Santangelo, Wierę Zwonariową czy Akiko Morigami. Był to najbardziej udany rok w karierze tenisistki, co zaowocowało osiągnięciem najwyższego rankingu WTA, miejsca 35.

## Wygrane turnieje rangi ITF
| turnieje z pulą nagród 100 000 $ |
| turnieje z pulą nagród 75 000 $  |
| turnieje z pulą nagród 50 000 $  |
| turnieje z pulą nagród 25 000 $  |
| turnieje z pulą nagród 15 000 $  |
| turnieje z pulą nagród 10 000 $  |

### Gra pojedyncza
|    | Data       | Turniej         | Kat. | ($)    | Naw.     | Finalistka             | Wynik         |
| 1. | 03/11/2002 | Mińsk           | ITF  | 10 000 | dywanowa | Anastasija Jakimawa    | 6:2, 6:1      |
| 2. | 30/03/2003 | Petersburg      | ITF  | 25 000 | twarda   | Taciana Uwarowa        | 5:7, 6:4, 6:4 |
| 3. | 18/04/2004 | Jackson         | ITF  | 25 000 | ziemna   | Alisa Klejbanowa       | 4:6, 6:2, 6:4 |
| 4. | 22/08/2004 | Bronx           | ITF  | 50 000 | twarda   | Nuria Llagostera Vives | 4:6, 6:3, 6:4 |
| 5. | 18/02/2007 | Montechoro      | ITF  | 10 000 | twarda   | Julia Kałabina         | 6:2, 6:0      |
| 6. | 18/03/2007 | Ramat ha-Szaron | ITF  | 10 000 | twarda   | Martina Babakova       | 6:3, 7:6      |
| 7. | 25/03/2007 | Ra’ananna       | ITF  | 10 000 | twarda   | Tereza Hladíková       | 6:6, 6:4      |